# Lista de prêmios e indicações recebidos por Spice Girls
Spice Girls é um girl group britânico formado em 1994, composto por Victoria Beckham ("Posh Spice"), Mel B ("Scary Spice"), Emma Bunton ("Baby Spice"), Melanie C ("Sporty Spice"), e Geri Halliwell ("Ginger Spice").
As Spice Girls assinaram contrato com a Virgin Records, e lançaram seu primeiro single "Wannabe" em 1996, o qual alcançou o primeiro lugar em 37 países, e iniciou seu sucesso global.
Seu álbum de estreia, Spice, foi lançado em 1996, e vendeu mais de 23 milhões de cópias em todo o mundo. Seu segundo álbum, Spiceworld, foi lançado no ano seguinte, e também foi um sucesso comercial, vendendo mais de 14 milhões de cópias em todo o mundo. O grupo lançou seu terceiro e último álbum de estúdio, Forever, em novembro de 2000, o qual também foi seu único álbum sem Halliwell, que deixara o grupo em 1998. Após um hiato de sete anos, o grupo se reuniu em 2007 para uma turnê, e lançou um álbum de grandes sucessos Greatest Hits (2007).
Ao longo de suas carreiras, as Spice Girls receberam uma série de prêmios, incluindo cinco Brit Awards, três American Music Awards, quatro Billboard Music Awards, três MTV Europe Music Awards, um MTV Video Music Award, e três World Music Awards. A Academia Britânica de Compositores e Autores (BASCA) também reconheceu o grupo por suas composições com dois prêmios Ivor Novello, enquanto a Sociedade Americana de Compositores, Autores e Editores (ASCAP) as nomeou Compositores do Ano no ASCAP London Awards de 1997. Em 2000, elas receberam o prêmio Brit Award de Contribuição Excepcional para a Música, um prêmio pelo conjunto da obra, cujos ganhadores anteriores incluem Elton John, The Beatles, e Queen.

## Prêmios e indicações
| Organização                 | Ano  | Categoria                     | Indicado                      | Resultado | Ref.   |
| --------------------------- | ---- | ----------------------------- | ----------------------------- | --------- | ------ |
| American Music Awards       | 1998 | Álbum de Pop/Rock             | Spice                         | Venceu    | [ 7 ]  |
| American Music Awards       | 1998 | Artista Revelação de Pop/Rock | Spice Girls                   | Venceu    | [ 7 ]  |
| American Music Awards       | 1998 | Banda/Dupla/Grupo de Pop/Rock | Spice Girls                   | Venceu    | [ 7 ]  |
| ASCAP London Music Awards   | 1998 | Compositores do Ano           | Spice Girls                   | Venceu    | [ 8 ]  |
| ASCAP London Music Awards   | 1998 | Canção do Ano                 | 2 Become 1                    | Venceu    | [ 8 ]  |
| ASCAP London Music Awards   | 1998 | Canções Mais Tocadas          | 2 Become 1                    | Venceu    | [ 8 ]  |
| ASCAP London Music Awards   | 1998 | Canções Mais Tocadas          | "Say You'll Be There"         | Venceu    | [ 8 ]  |
| ASCAP London Music Awards   | 1998 | Canções Mais Tocadas          | "Wannabe"                     | Venceu    | [ 8 ]  |
| ASCAP London Music Awards   | 1999 | Canções Mais Tocadas          | "2 Become 1"                  | Venceu    | [ 9 ]  |
| ASCAP London Music Awards   | 1999 | Canções Mais Tocadas          | "Too Much"                    | Venceu    | [ 9 ]  |
| ASCAP Pop Music Awards      | 1998 | Canções Mais Tocadas          | "Wannabe"                     | Venceu    | [ 10 ] |
| ASCAP Pop Music Awards      | 1998 | Canções Mais Tocadas          | "Say You'll Be There"         | Venceu    | [ 10 ] |
| Bambi Awards                | 1997 | Estrela Cadente Feminina      | Spice Girls                   | Venceu    | [ 11 ] |
| Billboard Live Music Awards | 2018 | Maior Bilheteria              | The Return of the Spice Girls | Venceu    | [ 12 ] |
| Billboard Live Music Awards | 2019 | Maior Bilheteria              | Spice World – 2019 Tour       | Venceu    | [ 13 ] |

## Billboard Music Awards
Em 1997, as Spice Girls ganharam quatro prêmios Billboard Music, incluindo o novo artista do ano e álbum do ano. O grupo também foi indicado para 'Top Soundtrack' na cerimônia de 1998.
| Ano  | Nomeação    | Categoria                          | Resultado |
| ---- | ----------- | ---------------------------------- | --------- |
| 1997 | Spice       | Album of the Year                  | Venceu    |
| 1997 | Spice Girls | New Artist of the Year             | Venceu    |
| 1997 | Spice Girls | Hot 100 Singles Group of the Year  | Venceu    |
| 1997 | Spice Girls | Album Group of the Year            | Venceu    |
| 1997 | Spice Girls | Artist of the Year                 | Indicado  |
| 1997 | Spice Girls | Hot 100 Singles Artist of the Year | Indicado  |
| 1998 | Spiceworld  | Top Soundtrack                     | Indicado  |

### Billboard Touring Awards
O quinto Billboard Touring Awards ocorreu em 20 de novembro de 2008 em Nova York. As Spice Girls ganharam o Top Boxscore por Return of the Spice Girls, na The O2 Arena, Londres de 15 de dezembro a 22 de janeiro (17 shows).
| Ano  | Nomeação                               | Categoria    | Resultado |
| ---- | -------------------------------------- | ------------ | --------- |
| 2008 | Spice Girls, Return of the Spice Girls | Top Boxscore | Venceu    |

### Billboard End Of Year Music Charts
As Spice Girls superaram seis paradas de fim de ano da Billboard em apenas dois anos. Em 1997, as Spice Girls ganharam cinco prêmios gráficos no final do ano, incluindo o Top Pop Artist e o Top Album da Billboard.
| Ano  | Nomeação    | Categoria                                       | Resultado |
| ---- | ----------- | ----------------------------------------------- | --------- |
| 1997 | Spice Girls | Top Pop Artist – Duo/Group (Singles and Albums) | Venceu    |
| 1997 | Spice Girls | Top New Pop Artist                              | Venceu    |
| 1997 | Spice Girls | Top Billboard 200 Album Artist – Duo/Group      | Venceu    |
| 1997 | Spice Girls | Top Hot 100 Singles Artist – Duo/Group          | Venceu    |
| 1997 | Spice       | Top Billboard 200 Album                         | Venceu    |
| 1998 | Spice Girls | Top Billboard 200 Album Artist – Duo/Group      | Venceu    |

### Billboard Music Video Awards
As Spice Girls receberam três indicações e ganharam o prêmio Fan.tastic Video - oferecido por leitores online da Billboard - no Billboard Music Video Awards de 1997..
| Ano  | Nomeação            | Categoria                  | Resultado |
| ---- | ------------------- | -------------------------- | --------- |
| 1997 | Say You'll Be There | Fan.tastic Video           | Venceu    |
| 1997 | Say You'll Be There | Best New Artist in a Video | Indicado  |
| 1997 | Say You'll Be There | Best Pop/Rock Clip         | Indicado  |

## Blockbuster Entertainment Awards (EUA)
As Spice Girls foram nomeadas por seus papéis no Spice World.
| Ano  | Nomeação    | Categoria                          | Resultado |
| ---- | ----------- | ---------------------------------- | --------- |
| 1999 | Spice Girls | Favorite Movie Actress in a Comedy | Indicado  |

## Bravo Music Awards (Alemanha)
O Bravo Otto é um prêmio alemão que homenageia a excelência de artistas no cinema, na televisão e na música. Fundado em 1957, o prêmio é concedido anualmente, com vencedores selecionados pelos leitores da revista Bravo. O prêmio é apresentado em ouro, prata e bronze e, desde 1996, uma estatueta de platina honorária apresentada para a realização da vida. As Spice Girls receberam dois prêmios.
| Ano  | Nomeação    | Categoria             | Resultado |
| ---- | ----------- | --------------------- | --------- |
| 1997 | Spice Girls | Bravo Otto Gold Award | Venceu    |
| 1998 | Spice Girls | Bravo Otto Award      | Venceu    |

## Brit Awards
O Brit Awards é o prêmio anual de música pop da British Phonographic Industry. As Spice Girls foram nomeadas nove vezes e conquistaram cinco prêmios, incluindo três prêmios especiais de reconhecimento; Em 1998, um prêmio de reconhecimento especial pelas vendas de álbuns em todo o mundo, em 2000, reconhecendo uma excelente contribuição para a indústria musical britânica, os vencedores anteriores incluem Elton John, Annie Lennox, U2, The Beatles e Queen, e em 2010 um reconhecimento especial. as melhores performances nos últimos 30 anos do Brit Awards.
| Ano  | Nomeação            | Categoria                              | Resultado |
| ---- | ------------------- | -------------------------------------- | --------- |
| 1997 | Spice Girls         | Best British Group                     | Indicado  |
| 1997 | Spice Girls         | Best British Breakthrough Act          | Indicado  |
| 1997 | Say You'll Be There | Best British Video                     | Indicado  |
| 1997 | Wannabe             | Best British Video                     | Indicado  |
| 1997 | Wannabe             | Best British Single                    | Venceu    |
| 1998 | Spice Girls         | Best Selling British Album Act         | Venceu    |
| 1998 | Spice Up Your Life  | Best British Video                     | Indicado  |
| 2000 | Spice Girls         | Outstanding Contribution To Music      | Venceu    |
| 2010 | Spice Girls         | Brits Performance of the Last 30 Years | Venceu    |

## Capital FM Awards
| Ano  | Nomeação        | Categoria                       | Resultado |
| ---- | --------------- | ------------------------------- | --------- |
| 1997 | Spice Girls     | London’s Favourite Female Group | Venceu    |
| 1999 | Spiceworld Tour | London’s Favourite Concert      | Venceu    |
| 2008 | Spice Girls     | Capital Icon Award              | Venceu    |

## Channel V Music Awards (India)
As Spice Girls receberam dois prêmios Channel V India Music.
| Ano  | Nomeação | Categoria                | Resultado |
| ---- | -------- | ------------------------ | --------- |
| 1997 | Spice    | Best International Album | Venceu    |
| 1997 | Wannabe  | Best International Song  | Venceu    |

## Disney Awards
| Ano  | Nomeação    | Categoria      | Resultado |
| ---- | ----------- | -------------- | --------- |
| 1998 | Spice Girls | Best Pop Stars | Venceu    |

## Echo Music Prize (Alemanha)
O Echo Music Prize é um elogio da Deutsche Phono-Akademie associação de gravadoras da Alemanha para reconhecer realizações notáveis na indústria da música. O vencedor de cada ano é determinado pelas vendas do ano anterior. As Spice Girls receberam um prêmio Echo.
| Ano  | Nomeação    | Categoria                   | Resultado |
| ---- | ----------- | --------------------------- | --------- |
| 1997 | Spice Girls | Best International Newcomer | Venceu    |

## Edison Music Awards (Países Baixos)
O prêmio de música Edison é um prêmio anual de música holandesa, concedido por realizações de destaque na indústria da música. É um dos mais antigos prêmios de música do mundo, tendo sido apresentado desde 1960. As Spice Girls receberam um prêmio Edison.
| Ano  | Nomeação           | Categoria                | Resultado |
| ---- | ------------------ | ------------------------ | --------- |
| 1998 | Spice Up Your Life | Best International Video | Venceu    |

## Glamour Women of the Year Awards
O Glamour Awards é oferecido pela revista Glamour todos os anos para distribuir prêmios diferentes para homenagear mulheres extraordinárias e inspiradoras de diversas áreas, incluindo entretenimento, negócios, esportes, música, ciências, medicina, educação e política. As Spice Girls ganharam a melhor categoria de banda em 2008.
| Ano  | Nomeação    | Categoria | Resultado |
| ---- | ----------- | --------- | --------- |
| 2008 | Spice Girls | Best Band | Venceu    |

## The Gloss Magazine Awards (Irlanda)
| Ano  | Nomeação                          | Categoria   | Resultado |
| ---- | --------------------------------- | ----------- | --------- |
| 2008 | Spice Girls                       | Best Band   | Venceu    |
| 2008 | Headlines (Friendship Never Ends) | Best Single | Venceu    |

## Goldene Europa (Alemanha)
| Ano  | Nomeação    | Categoria               | Resultado |
| ---- | ----------- | ----------------------- | --------- |
| 1996 | Spice Girls | International Pop Group | Venceu    |

## Irish Recording Music Association (IRMA)
| Ano  | Nomeação | Categoria                    | Resultado |
| ---- | -------- | ---------------------------- | --------- |
| 1997 | Spice    | Best International Pop Album | Venceu    |

## Ivor Novello Awards
O Ivor Novello Awards é premiado por composição e composição. Eles foram apresentados anualmente em Londres pela Academia Britânica de Compositores, Compositores e Autores (BASCA) em associação com o PRS for Music desde 1955. As Spice Girls ganharam dois prêmios de três indicações.
| Ano  | Nomeação           | Categoria                                     | Resultado |
| ---- | ------------------ | --------------------------------------------- | --------- |
| 1997 | Wannabe            | Best Selling British Written Single in the UK | Venceu    |
| 1997 | Wannabe            | International Hit Of The Year                 | Venceu    |
| 1998 | Spice Up Your Life | International Hit Of The Year                 | Indicado  |

## Japan Gold Disc Awards
O Japan Gold Disc Awards é um importante programa de prêmios de música que reconhece realizações de destaque na Associação de Compositores do Japão de uma forma semelhante ao Grammy Awards, realizado anualmente no Japão.
| Ano  | Nomeação    | Categoria           | Resultado |
| ---- | ----------- | ------------------- | --------- |
| 1997 | Spice Girls | Top New Foreign Act | Venceu    |

## Japan Record Awards
The Japan Record Awards is a major music awards show that recognizes outstanding achievements in the Japan Composer's Association in a manner similar to the American Grammy Awards, held annually in Japan.
| Ano  | Nomeação    | Categoria                                 | Resultado |
| ---- | ----------- | ----------------------------------------- | --------- |
| 1997 | Spice Girls | Best New International Artist of the Year | Venceu    |

## Juno Awards (Canadá)
O Juno Awards  é apresentado anualmente pela Academia Canadense de Artes e Ciências de Gravação . As Spice Girls ganharam um prêmio de Álbum Internacional do Ano em duas indicações.
| Ano  | Nomeação   | Categoria                                | Resultado |
| ---- | ---------- | ---------------------------------------- | --------- |
| 1998 | Spice      | Best Selling Album - Foreign or Domestic | Venceu    |
| 1999 | Spiceworld | Best Selling Album - Foreign or Domestic | Indicado  |

## Mercury Prize
The Mercury Prize é um prêmio anual de música concedido ao melhor álbum do Reino Unido e da Irlanda. Foi criado pela British Phonographic Industry e pela British Association of Record Dealers em 1992 como uma alternativa ao British Phonographic Industry e pela British Association of Record Dealers em 1992 como uma alternativa ao Brit Awards . O álbum de estréia das Spice Girls, Brit Awards. O álbum de estréia das Spice Girls, Spice foi finalista do prêmio em 1997.
| Ano  | Nomeação | Categoria  | Resultado |
| ---- | -------- | ---------- | --------- |
| 1997 | Spice    | Best Album | Indicado  |

## MTV Awards

### MTV Europe Music Awards
O MTV Europe Music Awards (EMAs) foram criados em 1994 pela MTV Networks Europe para celebrar os videoclipes mais populares da Europa. As Spice Girls receberam três prêmios de sete indicações ao longo de um período de três anos.
| Ano  | Nomeação           | Categoria        | Resultado |
| ---- | ------------------ | ---------------- | --------- |
| 1996 | Wannabe            | MTV Select       | Indicado  |
| 1997 | Spice Girls        | Best Dance Group | Indicado  |
| 1997 | Spice Girls        | Best New Act     | Indicado  |
| 1997 | Spice Girls        | Best Group       | Venceu    |
| 1997 | Spice Up Your Life | MTV Select       | Indicado  |
| 1998 | Spice Girls        | Best Group       | Venceu    |
| 1998 | Spice Girls        | Best Pop Act     | Indicado  |

### MTV Video Music Awards
O MTV Video Music Awards (VMAs) foi criado em 1984 pela MTV para celebrar os melhores videoclipes do ano. Em 1997, as Spice Girls receberam duas indicações e venceram na categoria de Melhor Dance Video por Wannabe.
| Ano  | Nomeação            | Categoria        | Resultado |
| ---- | ------------------- | ---------------- | --------- |
| 1997 | Wannabe             | Best Dance Video | Venceu    |
| 1997 | Say You'll Be There | Viewer's Choice  | Indicado  |

## Much Music Awards (Canada)
| Ano  | Nomeação           | Categoria                           | Resultado |
| ---- | ------------------ | ----------------------------------- | --------- |
| 1998 | Spice Girls        | Favourite International Group       | Indicado  |
| 1998 | Spice Up Your Life | Favourite International Group Video | Indicado  |

## Prêmio Multishow de Música Brasileira
As Spice Girls receberam um prêmio de uma indicação ao Prêmio Multishow de Música Brasileira.
| Ano  | Nomeação    | Categoria                  | Resultado |
| ---- | ----------- | -------------------------- | --------- |
| 1997 | Spice Girls | Best New International Act | Venceu    |

## National Association of Retail Merchandisers (NARM) (US)
As Spice Girls ganharam dois prêmios de melhor vendedor nos prêmios NARM em 1998.
| Ano  | Nomeação | Categoria               | Resultado |
| ---- | -------- | ----------------------- | --------- |
| 1998 | Spice    | Best Selling Recording  | Venceu    |
| 1998 | Spice    | Best Selling Chartmaker | Venceu    |

## Nickelodeon Kids' Choice Awards
O Nickelodeon Kids' Choice Awards é uma premiação anual que vai ao ar no canal a cabo da Nickelodeon que homenageia os maiores artistas de televisão, cinema e música do ano, conforme votado pelos telespectadores da Nickelodeon. As Spice Girls receberam três indicações, incluindo uma por seus papéis no Spice World.
| Ano  | Nomeação    | Categoria              | Resultado |
| ---- | ----------- | ---------------------- | --------- |
| 1998 | Spice Girls | Favorite Music Group   | Indicado  |
| 1999 | Spice Girls | Favorite Music Group   | Indicado  |
| 1999 | Spice Girls | Favorite Movie Actress | Indicado  |

## Now 100 Music Awards
The Spice Girls were nominated three times for the Now Music 100 Awards in 2018
| Ano  | Nomeação    | Categoria             | Resultado |
| ---- | ----------- | --------------------- | --------- |
| 2018 | Wannabe     | Song of the Now Years | Indicado  |
| 2018 | Wannabe     | Best Song of the 90s  | Indicado  |
| 2018 | Spice Girls | Best Now Group        | Indicado  |

## Online Music Awards
As Spice Girls ganharam o prêmio de Álbum do Ano no Online Music Awards de 1997, promovido pela Spin e AOL.
| Ano  | Nomeação | Categoria         | Resultado |
| ---- | -------- | ----------------- | --------- |
| 1997 | Spice    | Album of the Year | Venceu    |

## Pop Corn Music Awards (Grécia)
Os Prêmios Gregos de Pop Corn Music Awards são uma extinta cerimônia de premiação que foi o primeiro show oficial de prêmios de música grega de 1992 a 2001 e foi organizado pela revista grega Pop Corn. O Arion Music Awards tornou-se a nova cerimônia nacional de premiação musical em 2001, depois que a Pop Corns foram descontinuada. As Spice Girls ganharam dois prêmios Pop Corn de duas indicações.
| Ano  | Nomeação    | Categoria          | Resultado |
| ---- | ----------- | ------------------ | --------- |
| 1997 | Spice Girls | Best Foreign Group | Venceu    |
| 1997 | Spiceworld  | Best Foreign Album | Venceu    |

## Porin Music Awards (Croatia)
Porin é um prêmio de música croata fundado pela Associação Fonográfica Croata, União dos Músicos Croatas, Radiotelevisão da Croácia e Sociedade dos Compositores da Croácia.
| Ano  | Nomeação   | Categoria                   | Resultado |
| ---- | ---------- | --------------------------- | --------- |
| 1998 | Spiceworld | Best Foreign Pop/Rock Album | Indicado  |

## Premios Amigo Awards (Espanha)
As Spice Girls ganharam um prêmio Amigo.
| Ano  | Nomeação    | Categoria                     | Resultado |
| ---- | ----------- | ----------------------------- | --------- |
| 1997 | Spice Girls | Best New International Artist | Venceu    |

## Premios Ondas Awards (Espanha)
As Spice Girls ganharam um prêmio Ondas.
| Ano  | Nomeação    | Categoria                   | Resultado |
| ---- | ----------- | --------------------------- | --------- |
| 1997 | Spice Girls | Special Mention of the Jury | Venceu    |

## Red Nose Awards
As Spice Girls ganharam o prêmio de Melhor Single no Red Nose Awards de 1997, realizado em conjunto com o teleton de 1997 do Comic Relief Red Nose Day telethon.
| Ano  | Nomeação | Categoria   | Resultado |
| ---- | -------- | ----------- | --------- |
| 1997 | Wannabe  | Best Single | Venceu    |

## Smash Hits Poll Winners Party
O Smash Hits Poll Winners Party foi uma cerimônia de premiação que durou de 1988 a 2005. Cada vencedor do prêmio foi eleito pelos leitores da revista Smash Hits Terminou com o fechamento da revista em fevereiro de 2006. As Spice Girls ganharam quatro prêmios e foram finalistas por mais três.
| Ano  | Nomeação            | Categoria               | Resultado |
| ---- | ------------------- | ----------------------- | --------- |
| 1996 | Say You'll Be There | Best Pop Video          | Venceu    |
| 1996 | Spice Girls         | Best Soul Act           | Indicado  |
| 1996 | Spice Girls         | Best New Act            | Venceu    |
| 1996 | Spice Girls         | Best British Band       | Venceu    |
| 1997 | Spice Girls         | Best British Band       | Venceu    |
| 1998 | Spice Girls         | Best British Band       | Indicado  |
| 1998 | Spice Girls         | Best Band on Planet Pop | Indicado  |

## The Sun Bizarre Awards
| Ano  | Nomeação    | Categoria       | Resultado |
| ---- | ----------- | --------------- | --------- |
| 1996 | Spice Girls | Best Group      | Venceu    |
| 1996 | Spice Girls | Best New Artist | Venceu    |
| 1996 | Wannabe     | Best Single     | Venceu    |
| 2007 | Spice Girls | Best Comeback   | Venceu    |

## TMF Awards (The Netherlands)
| Ano  | Nomeação    | Categoria                | Resultado |
| ---- | ----------- | ------------------------ | --------- |
| 1997 | Spice Girls | Best International Group | Venceu    |
| 1998 | Spice Girls | Best International Group | Venceu    |

## Tokio Hot 100 Awards
| Ano  | Nomeação    | Categoria      | Resultado |
| ---- | ----------- | -------------- | --------- |
| 1997 | Spice Girls | Best Character | Venceu    |

## Variety Club Awards
| Ano  | Nomeação    | Categoria             | Resultado |
| ---- | ----------- | --------------------- | --------- |
| 1997 | Spice Girls | Best Recording Artist | Venceu    |

## VH1 Music Awards
| Ano  | Nomeação    | Categoria     | Resultado |
| ---- | ----------- | ------------- | --------- |
| 2000 | Spice Girls | Best U.K. Act | Indicado  |

## Viva Comet Awards (Alemanha)
As Spice Girls ganharam um prêmio Comet.
| Ano  | Nomeação | Categoria                | Resultado |
| ---- | -------- | ------------------------ | --------- |
| 1997 | Wannabe  | Best International Video | Venceu    |

## Vodafone Live Music Awards
As Spice Girls ganharam um Vodafone Live Music Awards por sua turnê Return of the Spice Girls em 2008.
| Ano  | Nomeação    | Categoria        | Resultado |
| ---- | ----------- | ---------------- | --------- |
| 2008 | Spice Girls | Best Live Return | Venceu    |

## World Music Awards
O World Music Awards é uma premiação internacional fundada em 1989 que homenageia anualmente artistas de gravação com base em números de vendas mundiais fornecidos pela International Federation of the Phonographic Industry (IFPI). As Spice Girls receberam três prêmios de três indicações.
| Ano  | Nomeação    | Categoria                             | Resultado |
| ---- | ----------- | ------------------------------------- | --------- |
| 1997 | Spice Girls | Best Female Newcomers                 | Venceu    |
| 1998 | Spice Girls | World's Best Selling Pop Artist/Group | Venceu    |
| 1998 | Spice Girls | Best Selling British Artist/Group     | Venceu    |

## 3AM Daily Mirror Awards
| Ano  | Nomeação    | Categoria             | Resultado |
| ---- | ----------- | --------------------- | --------- |
| 2007 | Spice Girls | Best Comeback of 2007 | Venceu    |